# Metodo paranoico-critico
Il metodo paranoico-critico è una tecnica concepita dall'artista Salvador Dalí all'inizio degli anni 30, usata nelle sue opere soprattutto pittoriche che coinvolgano le illusioni ottiche ed altri tipi di immagini multiple.

## Descrizione

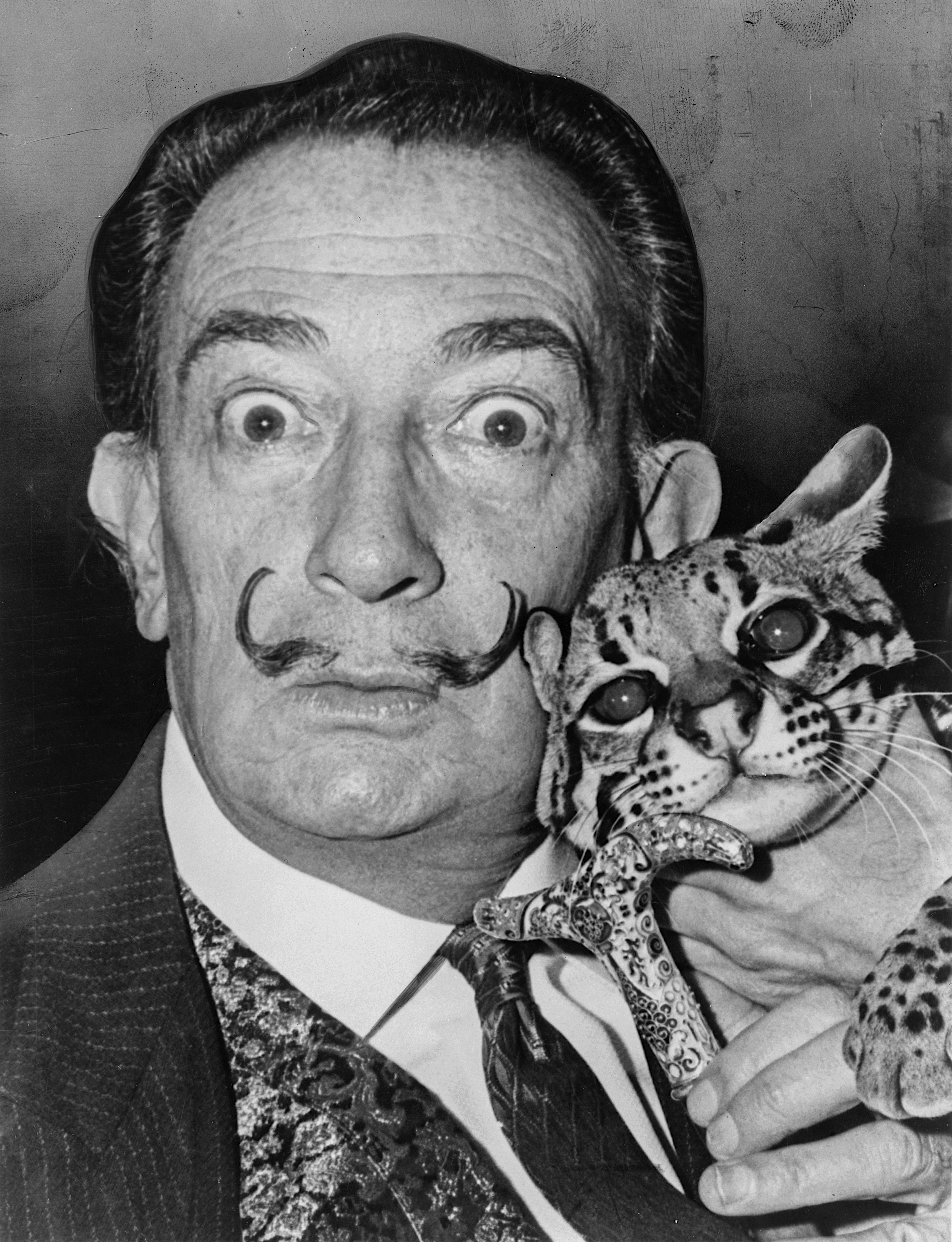
Salvador Dali con Babou, l'ocelot

Questa tecnica permette al pittore di conoscere i fenomeni causati dal delirio e quindi di valutarli e interpretarli per poterli poi raffigurare sulla tela.
Le scene che l'artista dipinge sono inventate dall'incomprensibile agitarsi del suo inconscio: questa parte si definisce "paranoia". Queste immagini e forme possono essere rappresentate nel dipinto solo se l'artista si immerge nel delirio e nella pura follia della paranoia, emergendone con dei contenuti razionalizzati (fase critica).